# Wilton Crawley
Wilton Crawley (* 1900; † 1948 in Maryland) war ein US-amerikanischer Entertainer, Komponist und Klarinettist.
Crawley gründete zusammen mit seinem Bruder Jimmy Crawley eine erste Band, als seine Familie von Virginia nach Philadelphia gezogen war. Während der 1920er Jahre trat er als ein Novelty-Künstler in der Vaudeville-Tradition auf. Zwischen 1927 und 1930 entstanden Aufnahmen für OKeh und Victor Records, bei denen Crawley eigene Kompositionen einspielte. Bei den Aufnahmen wirkten bekannte Jazzmusiker wie Paul Barbarin, Lonnie Johnson, Red Allen, Pops Foster, Jelly Roll Morton, Luis Russell, Eddie Heywood und Eddie Lang mit. Nach Aufnahmen mit Morton zog Crawley Anfang der 1930er Jahre nach England; nach dem Tod seines Vaters und seines Freundes Eddie Lang hatte er persönliche Probleme, die seine Karriere unterbrachen und ihn bald in Vergessenheit gerieten ließen. Zu seinen bekanntesten Stücken zählen Crawley Clarinet Moan, She's Forty With Me, Put a Flavor to Love, Futuristic Blues und Irony Daddy Blues.
Nach Ansicht von Eugene Chadbourne erinnert Crawleys seltsam an Gesprochenes erinnernder Stil an spätere Klangexperimente eines Anthony Braxton, jedoch habe Crawleys Spiel mehr Gemeinsamkeiten mit den Klarinettisten wie Mickey Katz, die bei Spike Jones spielten bzw. mit dem Rockmusik-Künstler Arthur Brown.

## Diskographische Hinweise
- Clarinet Moan (Harlequin)
- Wilton Crawley/Fess Williams (Jazz Oracle)
- George McClennon/Wilton Crawley (Jazz Oracle)